# Verwaltungsverband Diehsa
Der Verwaltungsverband Diehsa ist ein sächsischer Verwaltungsverband im Landkreis Görlitz. Er wurde am 15. Dezember 1994 gegründet, sein Sitz ist das 1841 erbaute Gewandhaus im Waldhufener Ortsteil Diehsa.

## Lage

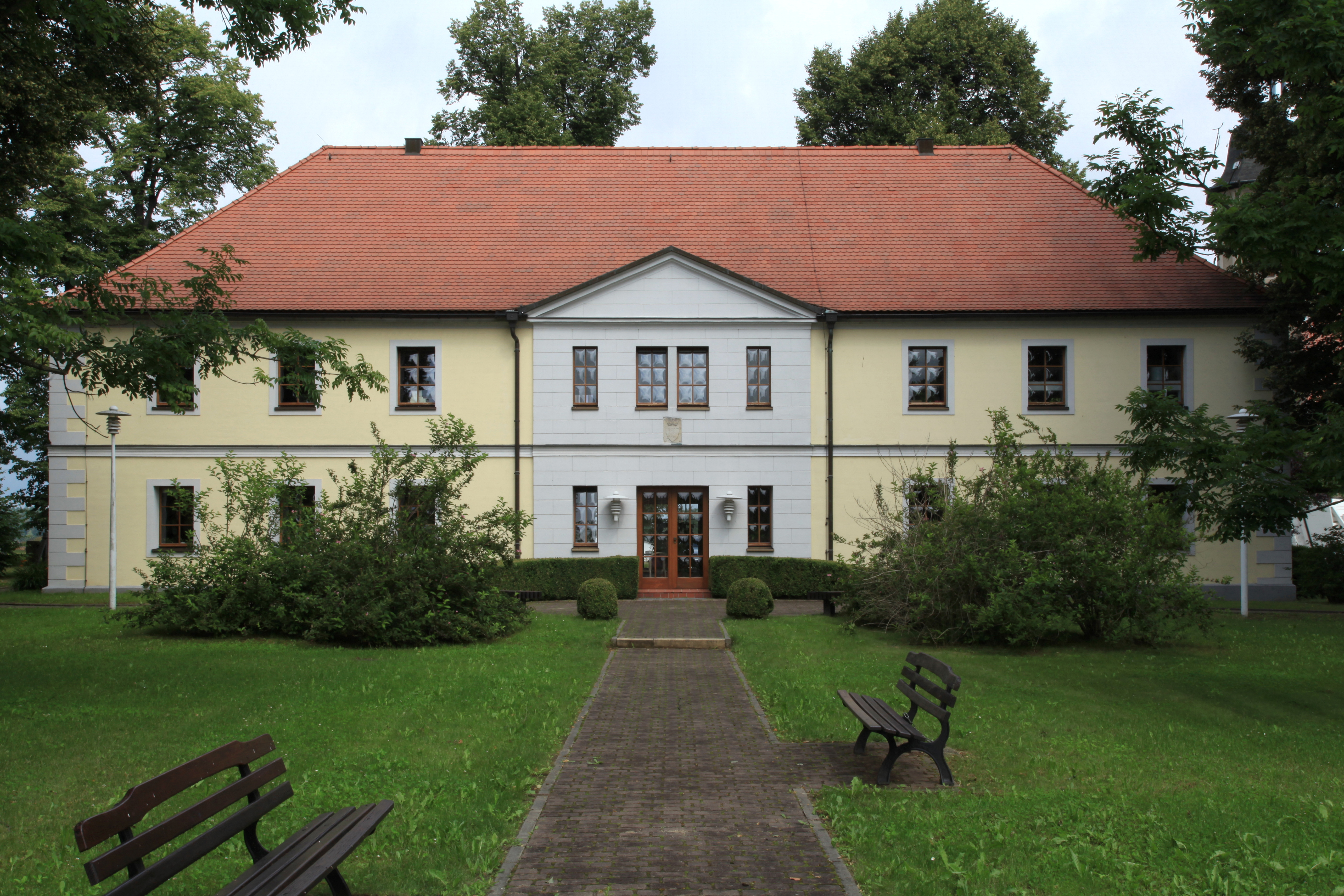
Gewandhaus in Diehsa

Der Verwaltungsverband Diehsa liegt im mittleren Teil des Landkreises, etwa 10 km südlich von Niesky und 10 km westlich der Kreisstadt Görlitz. Der Verband liegt zwischen den Königshainer Bergen im Süden und der wald- und teichreichen Oberlausitzer Heide- und Teichlandschaft im Norden. Die Landschaft wird vorwiegend durch sanfte Hügel geprägt.
Die Bundesstraße 115 verläuft nördlich und die Bundesstraße 6 südlich des Verbands. Die Bundesautobahn 4 verläuft durch das Verwaltungsgebiet und ist über den Anschluss Nieder Seifersdorf zu erreichen. Das Gebiet grenzt bei den Ortschaften Jänkendorf und Diehsa an die Talsperre Quitzdorf, die den Fluss Schwarzer Schöps aufstaut. Im Westen grenzt das Verbandsgebiet an die waldreiche Hohe Dubrau.

## Mitgliedsgemeinden
Zum Verband gehören die vier Gemeinden
- Hohendubrau mit den Ortsteilen Dauban, Gebelzig, Groß Radisch, Groß Saubernitz, Jerchwitz, Ober Prauske, Sandförstgen, Thräna, Weigersdorf
- Mücka mit den Ortsteilen Mücka, Förstgen, Förstgen-Ost und Leipgen
- Quitzdorf am See mit den Ortsteilen Horscha, Kollm, Petershain, Sproitz, Steinölsa
- Waldhufen mit den Ortsteilen Diehsa, Jänkendorf, Nieder Seifersdorf und Thiemendorf

Eigentlich sollte die Gemeinde Waldhufen zum 1. Januar 2025 aus dem Verwaltungsverband ausscheiden, da sie mit der Gemeinde Vierkirchen fusionieren wollte. Die neue Gemeinde Waldhufen-Vierkirchen sollte wiederum dem Verwaltungsverband Diehsa angehören. Jedoch wurde diese Gebietsänderung durch einen stattgegebenen Widerspruch, den die Stadt Reichenbach/O.L. eingelegt hat, bislang verhindert.

## Verbandsvorsitz
- 1995–2023: Dirk Beck
- seit 2023: Marko Hermersdörfer